# Schlacht um das Heilige-Apostel-Kloster

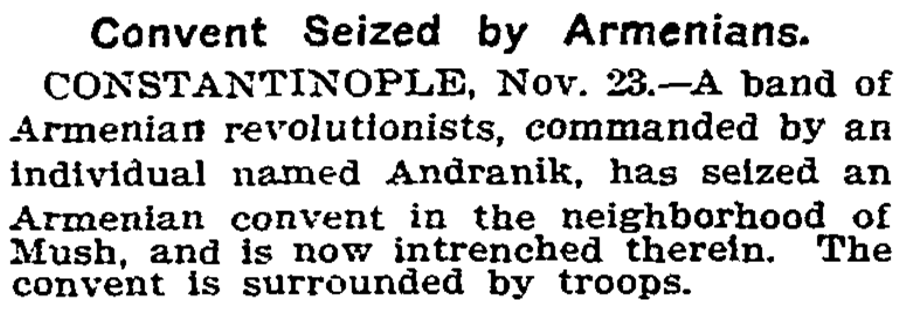
Bericht der The New York Times über die Schlacht

Die Schlacht um das Heilige-Apostel-Kloster (armenisch Առաքելոց վանքի կռիվը Ařak'elots vank'i křivë) war ein bewaffneter Konflikt zwischen den Einheiten des Osmanischen Reiches und den armenischen Fedajin im Heilige-Apostel-Kloster bei Muş im November 1901. Andranik Ozanians Absichten waren es, die Aufmerksamkeit der ausländischen Konsuln in Muş auf die bedrohte Lage der armenischen Bauern zu ziehen und den „unterdrückten Armeniern in den östlichen Provinzen einen Schimmer Hoffnung“ zu geben.

## Hintergrund
Die Sozialdemokratische Huntschak-Partei und die Armenische Revolutionäre Föderation (Taschnaken) waren zwei Organisationen der Armenischen Nationalbewegung, die in der Region aktiv waren. Es kam zu den Massakern an den Armeniern 1894–1896. Diese Verfolgung stärkte nationalistische Gefühle unter den Armeniern.
Im Jahre 1899 wurden mehrere armenische Fedajin-Kommandanten getötet, und Andranik Ozanian wurde mit dem Schutz der Armenier durch Führung aller Partisanenkräfte im Bezirk Sason beauftragt – damals im Vilâyet Bitlis. Unter Andraniks Schutz und Kommando standen achtunddreißig Dörfer.

## Die Schlacht
Während türkische Einheiten die Fedajin auf den Ebenen von Muş verfolgten, kamen am 20. November 1901 Andranik Pascha mit 30 Fedajin (Kevork Çavuş, Hakob Kotoyan und weitere) sowie 8 bis 10 Bauern aus dem Dorf Tsronk und verbarrikadierten sich im Heilige-Apostel-Kloster in den südlichen Vororten von Muş.
Ein Regiment aus fünf türkischen Bataillonen, kommandiert von Ferih Pascha und Ali Pascha, belagerte das wehrhafte  Kloster. Die türkischen Generäle, welche die Armee aus zwölfhundert Mann leiteten, forderten die Fedajin zur Kapitulation auf. Während dieser Periode hatte die türkische Armee große Verluste zu verzeichnen, vor allem wegen des kalten Wetters und der Krankheiten. Nach neunzehn Tagen Widerstand und langen Verhandlungen, in denen die armenische Geistlichkeit sowie führende Persönlichkeiten aus Muş und ausländische Konsuln teilnahmen, hatten Andranik Pascha und seine Gefolgsleute Erfolg beim Verlassen des Klosters und sie flohen in kleinen Gruppen.

## Nachwirken
Nach dem Ausbruch aus dem Heilige-Apostel-Kloster erhielt Andranik Ozanian einen legendären Status unter den Armeniern in den Provinzen. „Andranik ist kein menschliches Wesen, er ist ein Geist“, sagten die Türken, nachdem er verschwand. Die Kurden glaubten, dass Andranik Pascha in der Nacht seinen Mantel auszog und viele Kugelgeschosse von dort rausfielen. Andranik kommandierte noch während des Zweiten Sason-Widerstandes von 1904, zog sich danach mit seinen Männern jedoch nach Persien zurück, trat von den Tashnagdzutiun zurück und reiste dann nach Westeuropa, wo er am Ersten Balkankrieg teilnahm. Andranik veröffentlichte seine Memoiren The Battle of Holy Apostles' Monastery im Jahre 1924 in Boston.

„Es war nötig, dem türkischen und dem kurdischen Volk zu zeigen, dass ein Armenier eine Waffe benutzen kann, dass ein armenisches Herz kämpfen kann und seine Rechte schützen kann.“